# Jaskinia w Gorcu
Jaskinia w Gorcu (Wietrzna Dziura) – jaskinia w Gorcach znajdująca się na południowym zboczu Gorca opadającym do Ochotnicy Dolnej w województwie małopolskim, w powiecie nowotarskim, w gminie Ochotnica Dolna.

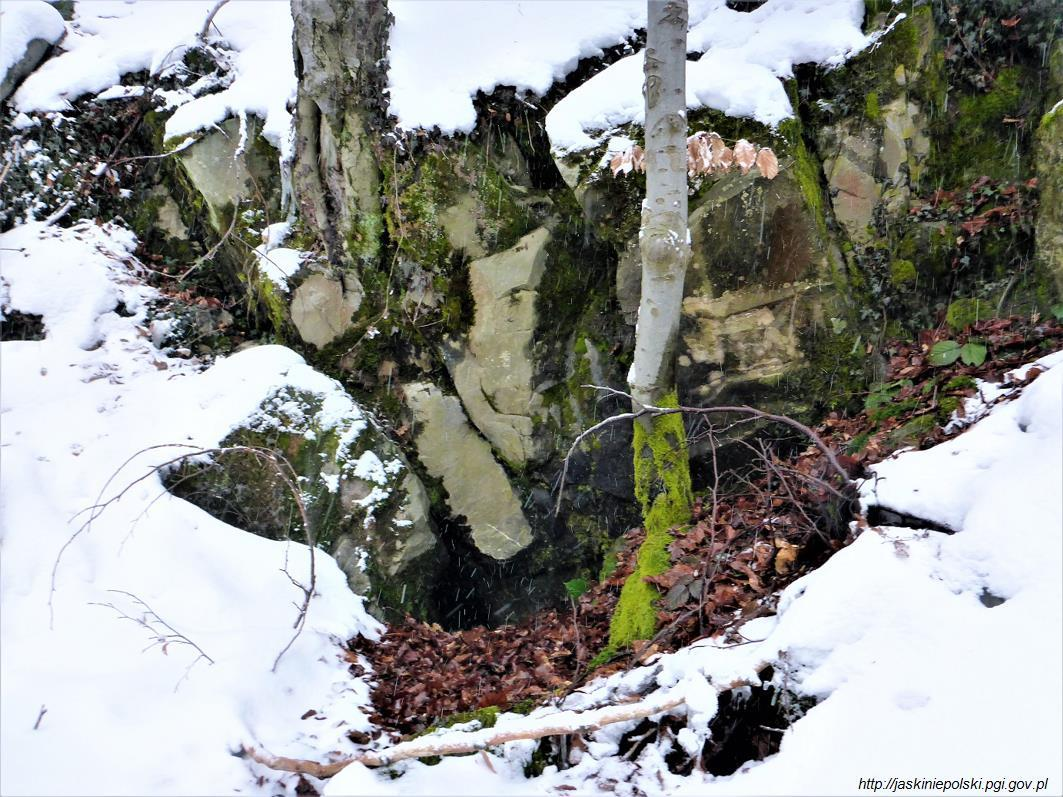
Otwór jaskini

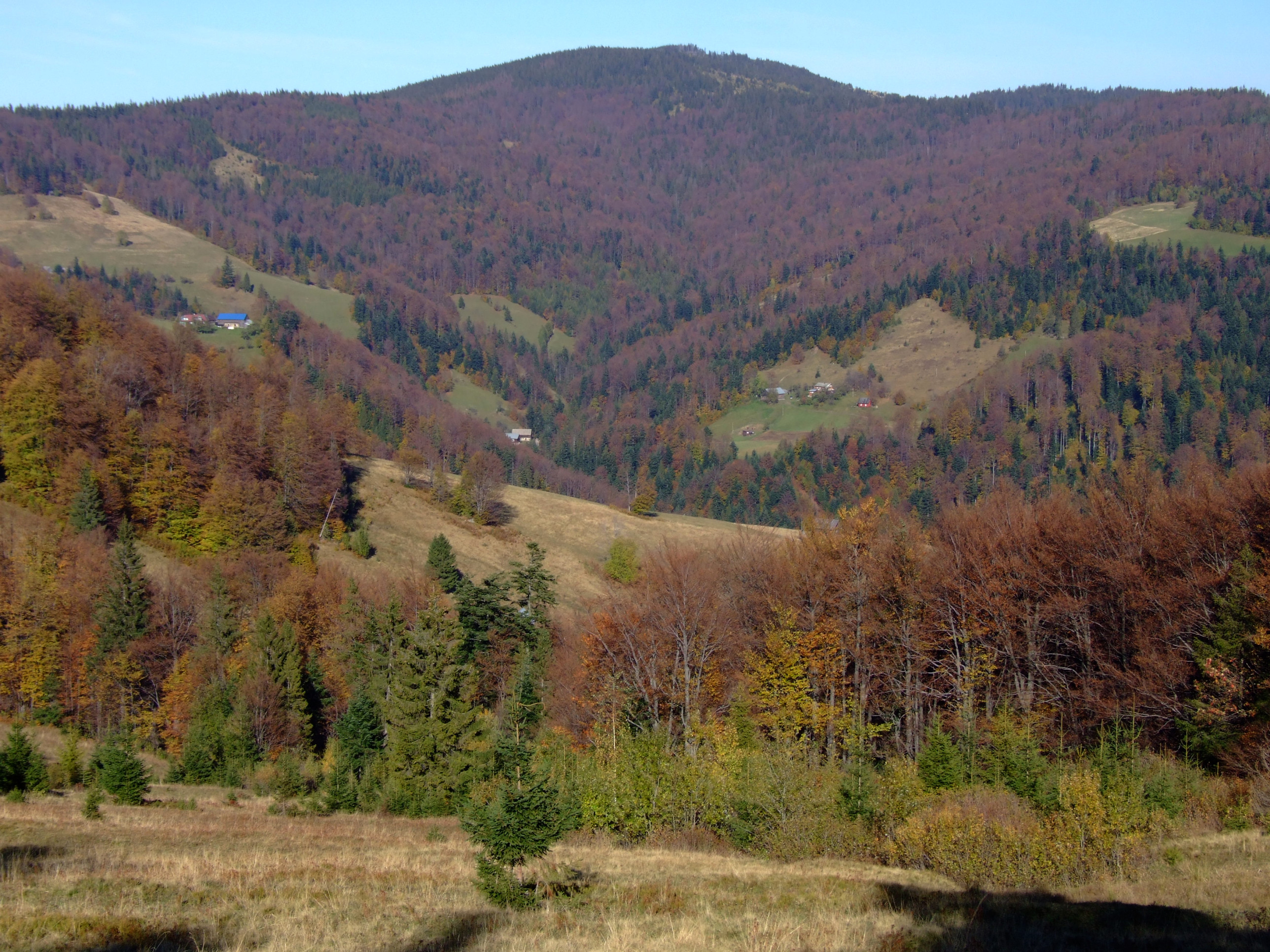
Widok na południowe zbocze Gorca

## Opis jaskini
Wejście do jaskini znajduje się na wysokości 820 m n.p.m. Długość jaskini wynosi 24 metry, a jej deniwelacja 10 metrów.
Za małym otworem wejściowym znajduje się idący w dół, krótki korytarzyk, na którego końcu zaczynają się dwa ciągi:
- na prawo idzie w dół szczelinowy korytarz do niewielkiej Salki Archeologów. W salce znajduje się studzienka kończąca się zawaliskiem
- na lewo zaczyna się wysoki, szczelinowy, 7-metrowy korytarz (Korytarz Kurzei). Znajdują się w nim dwie 1,5-metrowej głębokości studzienki prowadzące do położonego niżej 5-metrowego, szczelinowego korytarza. Tutaj również znajduje się studzienka doprowadzająca do kolejnego (3-metrowego) korytarza[1].

Jaskinia jest typu osuwiskowego. Ściany są suche, nie ma na nich roślinności.
Jaskinia była prawdopodobnie znana od dawna. Pierwszą wzmiankę o niej opublikował J. Nyka w 1957 roku.